# Warren Vaché sr.
Warren W. Vaché senior (Brooklyn, 27 november 1914 - Rahway, 4 februari 2005) was een Amerikaanse jazzcontrabassist en journalist.

## Biografie
Vaché was aanvankelijk drummer, maar had snel in de gaten, dat er een grotere vraag was naar contrabassisten. Hij speelde met Eddie Condon in de New Yorkse club Nick's, trad regelmatig op met Doc Cheatham, speelde ook met Bobby Hackett en Vic Dickenson en leidde zijn eigen, aan de traditonele dixieland verbonden bands als The Syncopatin' Six en The Syncopatin' Seven, die twee albums opnamen voor Jazzology Records. Met The Syncopatin’ Seven trad hij in 1989 op tijdens het dixielandfestival in Dresden.
Daarnaast verdiende hij zijn levensonderhoud als reparateur en verkoper in de elektrohandel. Vaché was ook een van de oprichters van de American Jazz Hall of Fame. Hij was verder betrokken bij de oprichting van de New Jersey Jazz Society en de American Federation of Jazz Societies. Hij tekende 15 jaar lang als uitgever van het tijdschrift Jersey Jazz.
Vaché sr. schreef verder biografieën over jazzmuzikanten als Pee Wee Erwin, Johnny Blowers en Claude Hopkins (Crazy Fingers) en publiceerde de collecties The Unsung Songwriters en Jazz Gentry, die uit eigen artikels bestonden over jazz en jazzmuzikanten.

## Privéleven en overlijden
Samen met zijn echtgenote Madeline heeft hij een dochter en twee zoons, die allebei professionele jazzmuzikanten zijn: trompettist Warren Vaché jr. en klarinettist Allan Vaché. Vaché sr. overleed op 4 februari 2005 op 90-jarige leeftijd.

## Discografie
- 1990: Swingin' and Singin’ (Jazzology) met Larry Weiss

- Bibsys: 1078086
- Bibliothèque nationale de France: cb124658076 (data)
- CiNii: DA1201203X
- Gemeinsame Normdatei: 130687405
- International Standard Name Identifier: 0000 0000 8185 3785
- Library of Congress Control Number: n86032021
- MusicBrainz: e751ad5a-6e1e-41ed-8a25-f67a509cf714
- Nederlandse Thesaurus van Auteursnamen: 073707228
- Virtual International Authority File: 116525922
- WorldCat: E39PBJcgBJ7MgHX9ybjPXgxCcP